# Jamal Alioui
Jamal Alioui est un footballeur international marocain né le 2 juin 1982 à Saint-Étienne. Il jouait au poste de défenseur latéral droit.
Reconverti comme entraîneur, il est entraîneur adjoint de l'Olympique lyonnais jusqu'en janvier 2025, date à laquelle il est dispensé d'activité en même temps que l'entraîneur principal Pierre Sage.

## Biographie

### Sélection nationale
Sélectionné en équipe de France des moins de 17 ans, il a choisi ensuite de défendre les couleurs du Maroc. Avec l'équipe du Maroc, il a participé aux Coupes d'Afrique des nations en 2004, 2008 et 2012 ainsi qu'aux Jeux olympiques d'été de 2004.
| Matches internationaux du Maroc | Matches internationaux du Maroc | Matches internationaux du Maroc                 | Matches internationaux du Maroc | Matches internationaux du Maroc | Matches internationaux du Maroc | Matches internationaux du Maroc          | Matches internationaux du Maroc |
| 0                               | Date                            | Lieu                                            | Adversaire                      | Score                           | Résultats                       | Compétitions                             |                                 |
| ------------------------------- | ------------------------------- | ----------------------------------------------- | ------------------------------- | ------------------------------- | ------------------------------- | ---------------------------------------- | ------------------------------- |
| 1                               | 15 novembre 2003                | Stade d'Honneur, Meknès, Maroc                  | Burkina Faso                    | —                               | 1-0                             | Match amical                             |                                 |
| 2                               | 19 novembre 2003                | Stade Mohammed-V, Casablanca, Maroc             | Mali                            | —                               | 0-1                             | Match amical                             |                                 |
| 3                               | 8 février 2004                  | Stade Taïeb Mehiri, Sfax, Tunisie               | Algérie                         | —                               | 3-1ap                           | Coupe d'Afrique 2004                     |                                 |
| 4                               | 31 mars 2004                    | Complexe sportif Moulay-Abdallah, Rabat, Maroc  | Angola                          | —                               | 3-1                             | Match amical                             |                                 |
| 5                               | 17 août 2005                    | Stade Robert-Diochon, Le Petit-Quevilly, France | Togo                            | —                               | 0-1                             | Match amical                             |                                 |
| 6                               | 8 septembre 2007                | Stade Robert-Diochon, Le Petit-Quevilly, France | Ghana                           | —                               | 0-2                             | Match amical                             |                                 |
| 7                               | 17 octobre 2007                 | Complexe sportif Moulay-Abdallah, Rabat, Maroc  | Namibie                         | —                               | 2-0                             | Match amical                             |                                 |
| 8                               | 21 novembre 2007                | Stade Dominique-Duvauchelle, Créteil, France    | Sénégal                         | —                               | 0-3                             | Match amical                             |                                 |
| 9                               | 16 janvier 2008                 | Complexe sportif Moulay-Abdallah, Rabat, Maroc  | Angola                          | —                               | 2-1                             | Match amical                             |                                 |
| 10                              | 6 septembre 2009                | Stade de Kégué, Lomé, Togo                      | Togo                            | —                               | 1-1                             | Éliminatoires Coupe du monde 2010        |                                 |
| 11                              | 4 juin 2011                     | Grand Stade de Marrakech, Marrakech, Maroc      | Algérie                         | —                               | 4-0                             | Qualifications à la Coupe d'Afrique 2012 |                                 |
| 12                              | 10 août 2011                    | Stade Léopold-Sédar-Senghor, Dakar, Sénégal     | Sénégal                         | —                               | 0-2                             | Match amical                             |                                 |
| 13                              | 11 novembre 2011                | Grand Stade de Marrakech, Marrakech, Maroc      | Ouganda                         | —                               | 0-1                             | Coupe LG (en) 2011                       |                                 |
| 14                              | 13 novembre 2011                | Grand Stade de Marrakech, Marrakech, Maroc      | Cameroun                        | —                               | 1-1, 2-4tab                     | Coupe LG (en) 2011                       |                                 |
| 15                              | 27 janvier 2012                 | Stade d'Angondjé, Libreville, Gabon             | Gabon                           | —                               | 3-2                             | Coupe d'Afrique 2012                     |                                 |
| 16                              | 31 janvier 2012                 | Stade d'Angondjé, Libreville, Gabon             | Niger                           | —                               | 0-1                             | Coupe d'Afrique 2012                     |                                 |

## Palmarès

### Club
FC Sion
- Coupe de Suisse
  - Vainqueur en 2009

### Sélection nationale
Maroc
- Coupe d'Afrique des nations
  - Finaliste en 2004

## Décorations
- Officier de l'ordre du Trône — Le 14 février 2004, il est décoré officier de l'ordre du Wissam al-Arch[2] — ordre du Trône[3] — par le roi Mohammed VI au Palais royal de Rabat[4].